# Damien Kinloch
Damien Kinloch, né le 4 janvier 1980 à Charleston en Caroline du Sud aux États-Unis, est un joueur américain de basket-ball. Il évolue au poste de pivot.

## Clubs successifs
- 2003 - 2004 :  Pınar Karşıyaka (TBL)
- 2004 - 2005 :  ALM Évreux Basket (Pro B)
- 2005 - 2006 :  SKS Starogard Gdański (PLK)
- 2006 - 2007 :  Bandırma Banvit (TBL)
- 2007 :  Caciques de Humacao (D1)
- 2007 - 2008 :  Alpella Istanbul (TBL)
- 2008 - 2009 :  BC Goverla (UBL)
- 2009 - 2010 : ?
- 2010 - 2011 : 
  -  AZS Koszalin (PLK) 7 matchs
  -  Gaz Metan Mediaș (Divizia A)
- 2011 - 2013 :  BCM U Pitești (Divizia A)
- 2013 - 2014 :  Antalya Büyükşehir Belediyesi (TBL)
- 2014 - 2015 :  Final Gençlik (TBL)
- 2015 - 2016 :  SKS Starogard Gdański (PLK)

## Palmares
- Vice-champion de France Pro B 2005
- Finaliste de la Coupe de Pologne 2006
- Finaliste de la Coupe de Turquie 2007
- Coupe de Roumanie 2012
- Supercoupe de Roumanie 2013

## Distinctions
- Sélectionné pour le All-Star Game polonais 2006
- Sélectionné pour le All-Star Game roumain 2012
- Introduit au Hall Of Fame des Golden Eagles de Tennessee Tech 2013